# 山田芳一
山田 芳一（やまだ よしかず）は、日本の俳優（子役）。
『仮面ライダー』後半のレギュラー・ミツル役でデビュー。その後も『イナズマン』や『がんばれ!!ロボコン』でレギュラーを務めるなど、東映特撮作品に多く出演した。

## 出演作品

### テレビ
- 仮面ライダー（1972年 - 1973年、ミツル）
- 変身忍者嵐（1972年、13話、正太）
- イナズマン（1973年、大木カツミ）
- 超人バロム・1（1972年、8話、三郎）
- どっこい大作（1973年、皆川秋男）
- ロボット刑事（1973年）
- がんばれ!!ロボコン（1974〜1976年、大山はじめ）
- 怪人二十面相（1977年）
- 熱中時代（1978年、5話、天城育民の友達）
- 沿線地図（1979年、3話、高校生・浅見）

### 映画
- 五人ライダー対キングダーク（1974年、ラジコンで遊ぶ少年 役）
- ロボコンの大冒険（1976年、大山はじめ役）